# 21 aprilie
ianuarie • februarie • martie  • aprilie  • mai  • iunie  • iulie  • august  • septembrie  • octombrie  • noiembrie  • decembrie
21 aprilie este a 111-a zi a calendarului gregorian și ziua a 112-a în anii bisecți. Mai sunt 254 de zile până la sfârșitul anului.

## Evenimente

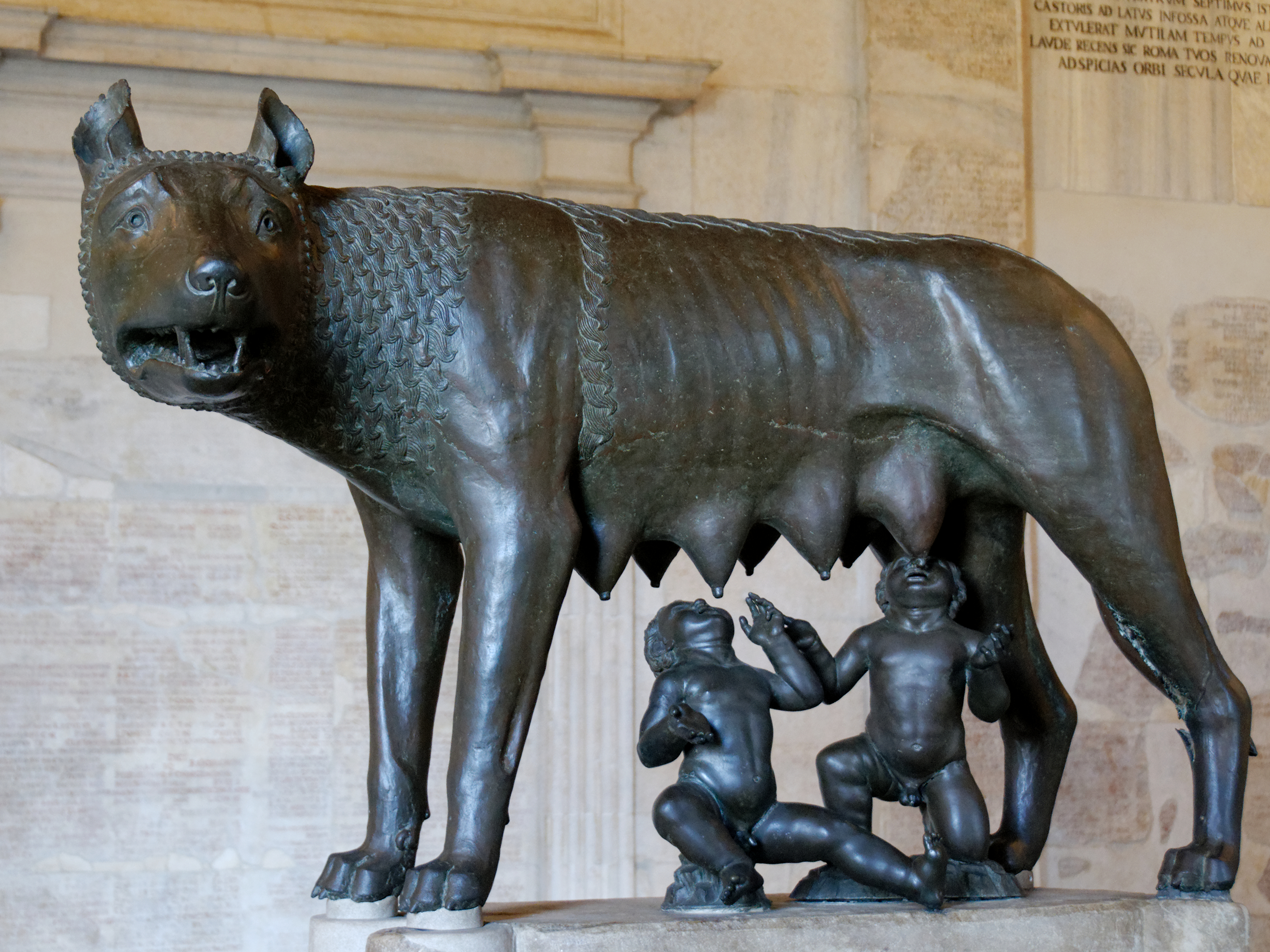
753 î.Hr.: Conform legendelor, a fost construită Roma de către Romulus și Remus, marcând astfel nașterea vechiului Imperiu Roman.

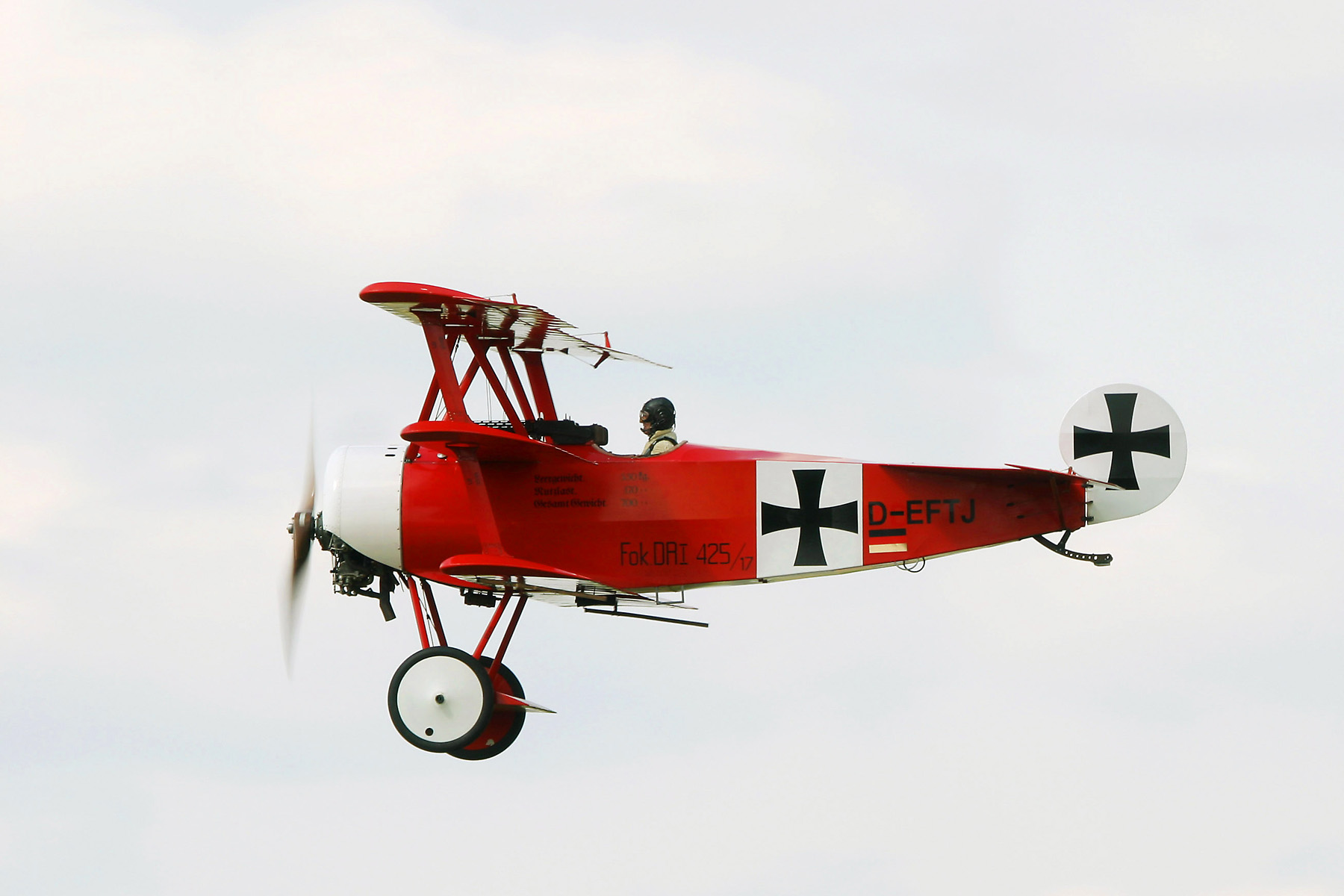
1918: Baronul Manfred von Richthofen, cunoscut drept „Baronul roșu" a fost ucis într-o confruntare aviatică. În imagine reconstrucția unui avion Fokker DR1, legendarul avion al Baronului roșu.

- 753 î.Hr.: Conform legendelor, a fost construită Roma de către Romulus și Remus, marcând astfel nașterea vechiului Imperiu Roman.
- 1509: Henric al VIII-lea al Angliei devine rege după decesul tatălui său, Henric al VII-lea.
- 1535: Fenomenul halou se observă deasupra Stockholmului și este descris în faimoasa pictură "Vädersolstavlan".
- 1689: Un mare incendiu cuprinde Biserica Neagră din Brașov, distrugând acoperișul și mobilierul din interior.
- 1864: Alexandru Ioan Cuza sancționează Codul Penal care intra în vigoare în anul 1865.
- 1877: Pe toată lungimea graniței dunărene, artileria turcă bombardează malul românesc: Brăila, Calafat, Bechet, Oltenița și Călărași.
- 1882: La Sankt Petersburg a fost încheiat un acord între Regatul României și Imperiul Țarist, cu privire la lichidarea datoriilor din Războiul din 1877-1878.
- 1895: A fost promulgată Legea minelor, care prevedea, pentru prima dată în România, separarea drepturilor de proprietate asupra subsolului de drepturile de proprietate asupra solului, statul preluând proprietatea asupra zăcămintelor minerale și metalifere.
- 1907: După fuziunea tuturor elementelor politice conservatoare din România, Petre P. Carp este ales președinte al Partidului Conservator (21 aprilie 1907 - 14 mai 1913).
- 1918: Primul Război Mondial: Baronul Manfred von Richthofen, cunoscut drept „Baronul roșu" a fost ucis într-o confruntare aviatică.
- 1944: Femeile din Franța și-au câștigat dreptul de vot.
- 1960: Inaugurarea orașului Brasilia, noua capitală federală a Braziliei (orașul a fost construit între anii 1957 și 1960 după planurile arhitectului Oscar Niemeyer și ale urbanistului Lucio Costa).
- 1965: România a devenit membră a Organizației Aviației Civile Internaționale (OACI).
- 1967: O lovitură de stat are loc în Grecia, instaurând un regim dictatorial supranumit ”Regimul Coloneiilor”, care a activat până pe 23 iunie 1974. Până pe 17 noiembrie 1973, acesta a fost condus de către Georgios Papadopoulos.
- 1992: Se semnează, la București, Tratatul germano–român privind cooperarea prietenească și parteneriatul în Europa.
- 1995: Exploratorul Teodor Negoiță devine primul român care atinge Polul Nord, în cadrul unei expediții ruse de cercetare.
- 2009: S-a anunțat descoperirea planetei extrasolare Gliese 581 e, care se rotește în jurul stelei Gliese 581 din constelația Balanța, aflată la 20 ani lumină de planeta noastră.
- 2025: Papa Francisc, șeful Bisericii Catolice din 2013, moare la vârsta de 88 de ani. Liderii lumii îi aduc un omagiu.[1]

## Nașteri
- 1555: Ludovico Carracci, pictor italian (d. 1619)
- 1729: Țarina Ecaterina a II-a a Rusiei (d. 1796)
- 1816: Charlotte Brontë, scriitoare britanică (d. 1855)
- 1858: Frantz Seimetz, pictor luxemburghez (d. 1934)
- 1889: Paul Karrer, chimist elvețian, laureat al Premiului Nobel (d. 1971)
- 1922: Nazim Al-Haqqani, lider spiritual musulman din Ciprul de Nord (d. 2014)
- 1925: Mia Barbu, solistă de muzică populară și romanțe (d. 2019)
- 1926: Elisabeta a II-a, regină a Regatului Unit al Marii Britanii și Irlandei de Nord (1952-2022), (d. 2022)

Ecaterina a II-a a Rusiei
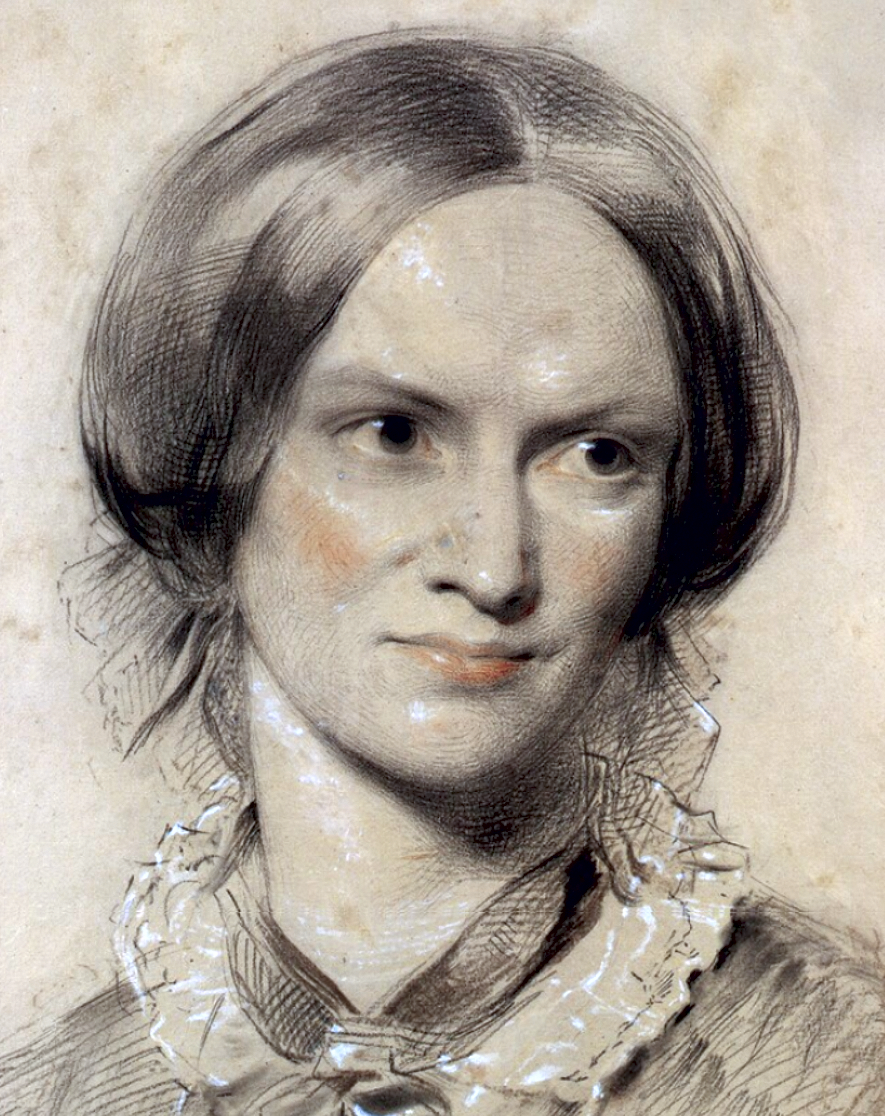
Charlotte Brontë, scriitoare britanică
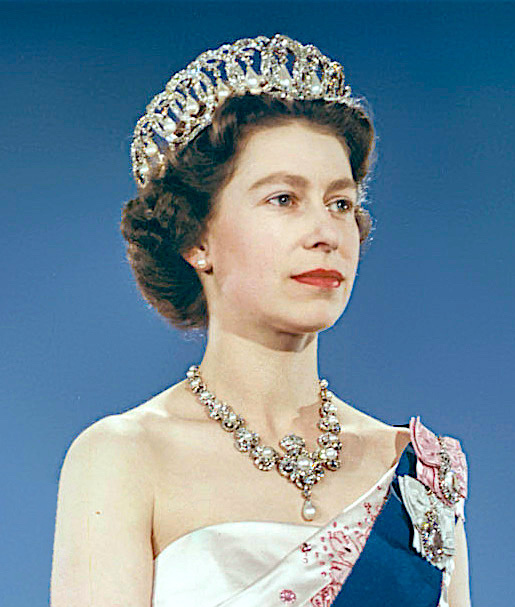
Elisabeta a II-a a Regatului Unit

- 1938: Vasile Spătărelu, compozitor și profesor român (d. 2005)
- 1941: Florea Voinea, fotbalist român
- 1951: William Totok, scriitor și publicist german originar din România
- 1956: Gheorghe Sarău, lingvist român
- 1957: Hervé Le Tellier, scriitor și lingvist francez
- 1957: Faustin-Archange Touadéra, politician din Republica Centrafricană, președinte al acestei țări în perioada 2016-prezent
- 1958: Andie MacDowell, actriță și fotomodel american
- 1963: Tatiana Stepa, compozitoare și interpretă română de muzică folk (d. 2009)
- 1973: Alin Gheorghiu, prim-balerin la Opera Națională București

## Decese
- 1073: Papa Alexandru al II-lea
- 1109: Anselm de Canterbury, filosof și teolog, arhiepiscop de Canterbury (n. 1033)
- 1142: Pierre Abélard, filosof francez (n. 1079)
- 1509: Henric al VII-lea al Angliei (n. 1457)
- 1699: Jean Racine, dramaturg francez (n. 1639)

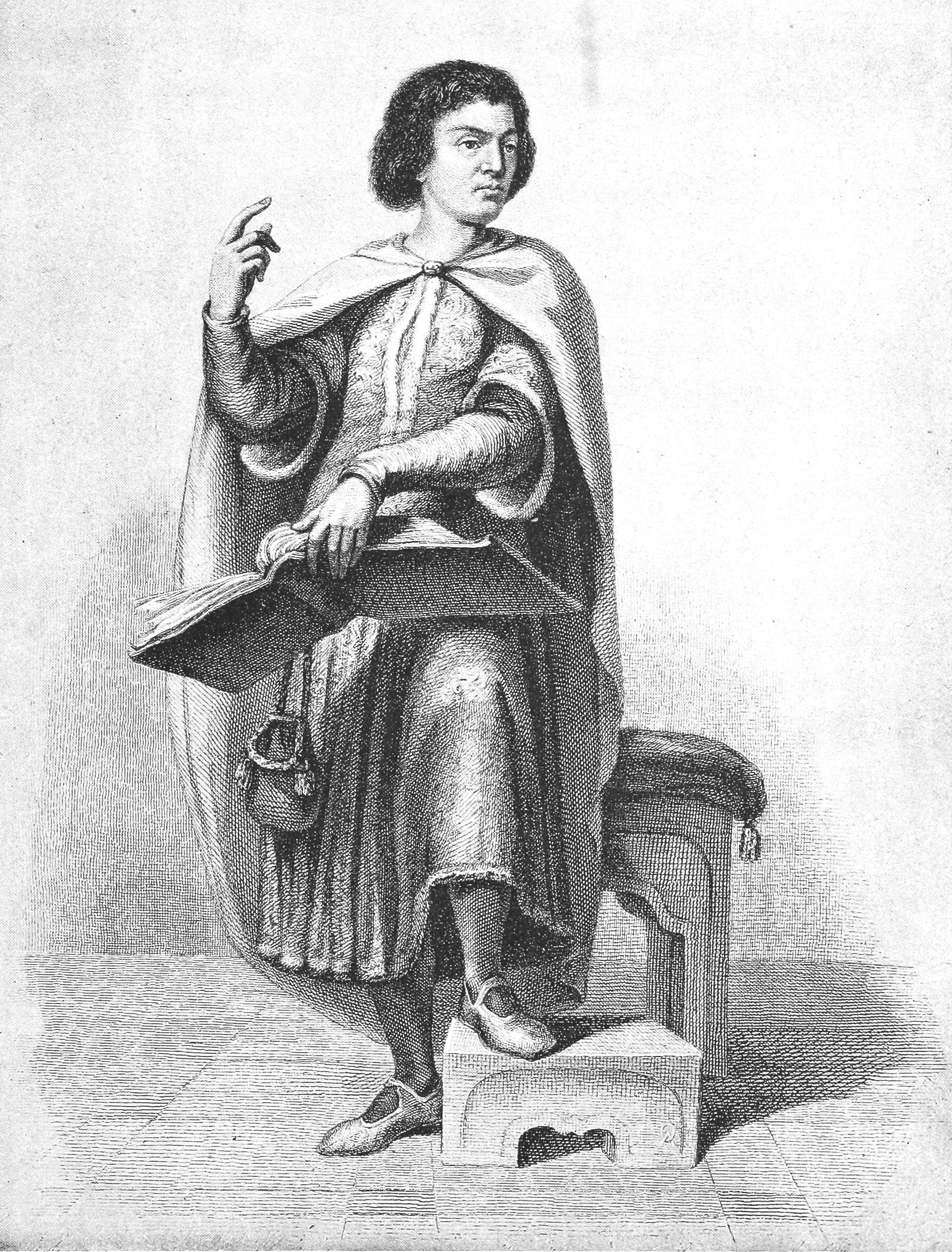
Pierre Abélard, filosof francez
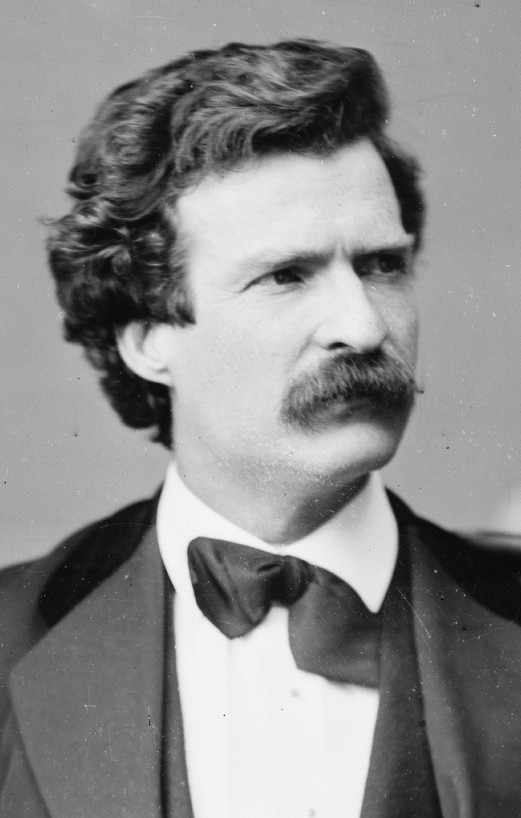
Mark Twain, scriitor american
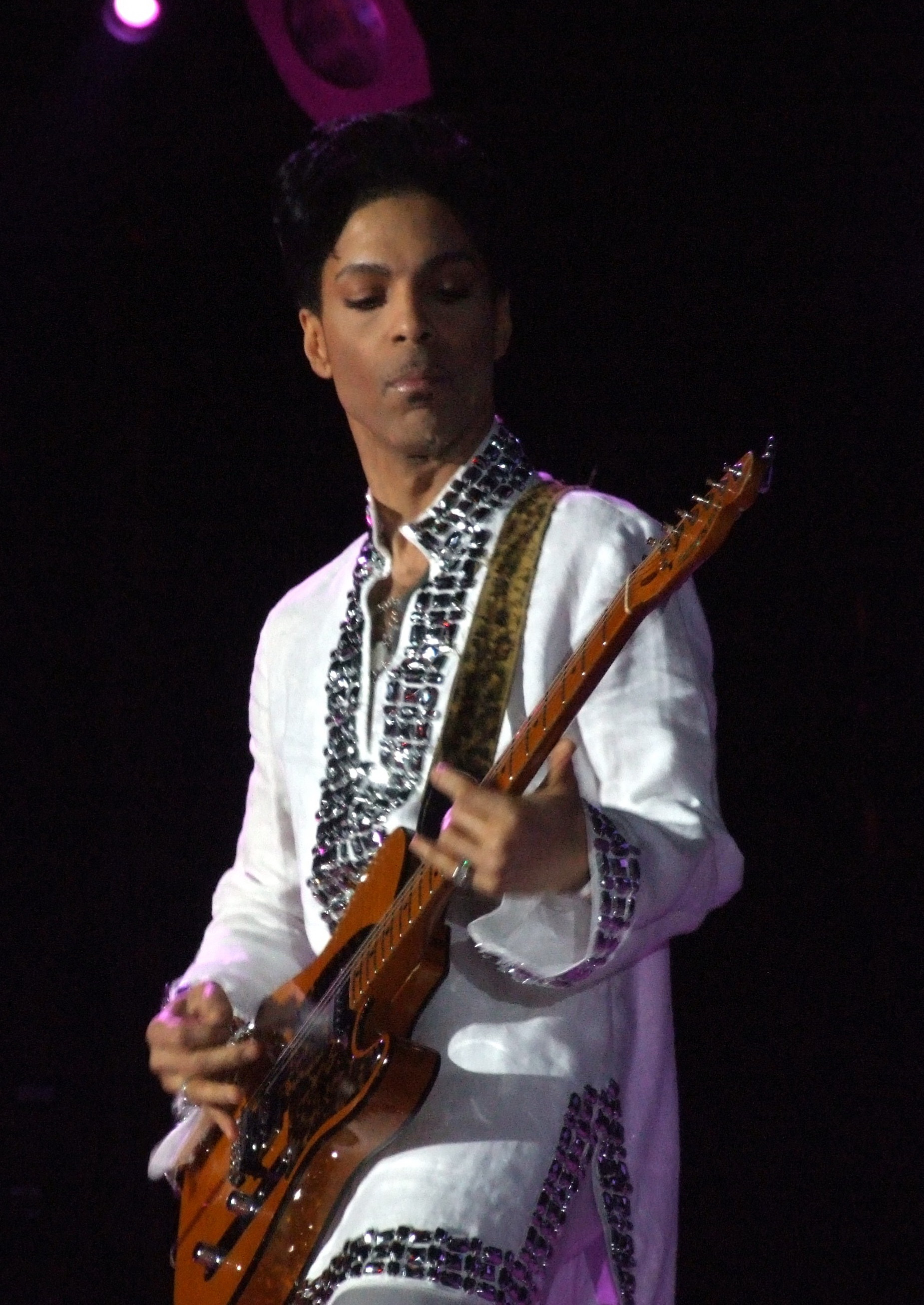
Prince, muzician american

- 1736: Eugen de Savoia, feldmareșal al Sfântului Imperiu Roman (n. 1663)
- 1882: Vasile Conta, filozof, scriitor și ministru român (n. 1845)
- 1910: Mark Twain, scriitor american (n. 1835)
- 1918: Baronul Manfred von Richthofen (Baronul Roșu), asul aviației de vânătoare din Primul Război Mondial (n. 1893)
- 1965: Sir Edward Victor Appleton, fizician britanic, laureat al Premiului Nobel (n. 1892)
- 1971: Nicolae Bagdasar, filosof român (n. 1896)
- 1972: Juan Carlos Castagnino, artist argentinian (n. 1908)
- 1984: Marcel Iancu, pictor, arhitect și eseist originar din România (n. 1895)
- 2016: Valeriu Cotea, oenolog român, membru al Academiei Române (n. 1926)
- 2016: Prince, muzician american (n. 1958)
- 2019: Ken Kercheval, actor american (n. 1935)
- 2019: Aureliu Emil Săndulescu, fizician și om politic român (n. 1932)
- 2020: Nelu Bălășoiu,  cântăreț român de muzică populară (n. 1948)
- 2022: Mwai Kibaki, politician kenyan (n. 1931)
- 2025: Papa Francisc (n. Jorge Mario Bergoglio), al 266-lea episcop al Romei și papă al Bisericii Catolice (n. 1936)

## Sărbători
- Ziua întemeierii Romei.
- Ziua Varșoviei – se marchează înscrierea „Legii cu privire la orașe”, adoptată de Seim, în 1791
- În calendarul creștin-ortodox: Sf. Ier. Mc. Ianuarie și cei împreună cu dânsul; Sf. Mc. Alexandra, Împ.
- În calendarul romano-catolic: Sf. Anselm de Canterbury, episcop și învățător al Bisericii (1033-1109)